# Re:Seven 〜僕が君に出来るコト〜
『Re:Seven 〜僕が君に出来るコト〜』（リ セブン ぼくがきみにできること）は、2010年3月26日にLilac Softより発売されたアダルトゲームソフトである。
テキストアドベンチャーゲームのほかに『BISCA』というミニスロットゲームがあり、このゲームで得たメダルを消費することにより、新しいシナリオやCGを解放したり、キャラクターを着せ替えたりできるという仕組みになっている。	

## あらすじ
スロット専門店「Bisca」で働く尚也は、ある日、謎の女性から7日後に「尚也を消去するが、その代わりに尚也の願いを1つだけ叶える」と告げられた。

## 登場人物
刑部 尚也（おさかべ なおや）
声
主人公。様々なアルバイトを経験したのち、ギャンブル好きを生かしてスロット専門店「Bisca」で正社員として働いている。
「つまらない人生を歩んできた」という理由で過去を振り返ることを好まない。
オペレーター
声：ヒマリ
尚也を消去数ることを告げた謎の女性。
永畑 雛菜（ながはた ひな）
声：小倉結衣
Biscaの新入りで、尚也の教育対象。
老原 貴代（おいばら たかよ）
声：新堂真弓
職場における尚也の先輩で、寮では尚也の隣の部屋に住んでいる。
仕事には厳しく言い方がきついため誤解されがちだが、面倒見の良い性格である。
山本 ユイル（やまもと ゆいる）
声：渋谷ひめ
山本主任の年の離れた妹で、生意気な性格をしている。
弓削 菊乃（ゆげ きくの）
声：ダイナマイト♡亜美
オペレーターと姿の似ている女性。
初対面のはずの尚也と過去に出会ったことがあると想っている。
春日 鈴子（かすが すずこ）
声：羽高なる
尚也の幼馴染。Biscaへコーヒーサービス（コーヒーワゴン）の補助として来るまでは、しばらく会っていなかった。
笑顔でいることが多い。
高安 一穂（たかやす かずほ）
声：雪都さお梨
尚也の学生時代の後輩で、かつて尚也にいじめから助けられたことがある。現在は居酒屋に勤務しており、尚也が上司たちと訪れたところで再会した。
次長
声：藍川珪
Bisca店長代理で、尚也の理解者。だらしないところが目立つが、系列店からは女帝と恐れられるほど有能。
山城 里恵（やましろ りえ）
声：霧島はるな
尚也の同僚。ギャルっぽい雰囲気が抜けきっていない。
山本主任
声：柊唯也
ユイルの兄で、尚也の直属の上司。バカなように見えて仕事はできる。

## スタッフ
- 原画 - その吉。
- シナリオ - 山鈴
- 音楽 - 井原恒平

## 主題歌
「Repeats world」
歌 - めらみぽっぷ / 作詞 - 野村大作 / 作曲・編曲 - 井原恒平